# Choi Hyun-wook
Choi Hyun-wook (tiếng Hàn: 최현욱; sinh ngày 30 tháng 1 năm 2002) là nam diễn viên Hàn Quốc. Năm 2019, anh bắt đầu sự nghiệp diễn xuất của mình bằng vai chính trong web drama Real:Time:Love. Vai diễn trong phim truyền hình Tài xế ẩn danh và Đội cầu lông thiếu niên của SBS đã trao cho anh giải Nam diễn viên mới xuất sắc nhất tại Giải thưởng phim truyền hình SBS năm 2021. Gần đây, anh được biết đến nhiều hơn trong bộ phim truyền hình Tuổi hai lăm, tuổi hai mốt (2022), Dưa hấu lấp lánh (2023), My Dearest Nemesis (2025) của tvN.

## Tiểu sử
Choi Hyun-wook sinh ngày 30 tháng 1, 2002. Anh đã chơi bóng chày được mười năm kể từ khi còn học tiểu học. Tuy nhiên, vào năm đầu tiên của trường trung học, anh đã bị chấn thương ở khuỷu tay và cuộc phẫu thuật cùng với việc phục hồi chức năng không giúp ích được gì nhiều cho anh. Hoàn cảnh đã thúc ép anh phải sửa đổi con đường sự nghiệp của mình càng sớm càng tốt, và anh đã chọn con đường diễn xuất. Cuối cùng, Hyun-wook rời trường trung học Gangneung cũng như vị trí của anh tại đội bóng chày của trường và chuyển đến trường Trung học Nghệ thuật Hanlim tại khoa Phát thanh & Giải trí cho đến khi tốt nghiệp.

### Giáo dục
- Trường tiểu học Inseong (인성초등학교) – Tốt nghiệp
- Trường trung học cơ sở Suwon Buk (수원북중학교) – Tốt nghiệp
- Trường trung học Gangneung (강릉고등학교) – Chuyển trường
- Trường Trung học Nghệ thuật Hanlim (한림연예예술고등학교), khoa Phát thanh & Giải trí – Tốt nghiệp

## Sự nghiệp
19 tháng 12, 2022, anh xuất hiện với tư cách diễn viên trong MV mới của nhóm nhạc nữ NewJeans mang tên Ditto (Side A), (Side B).

## Danh sách phim

### Phim truyền hình
| Năm  | Nhan đề                    | Kênh | Vai diễn                    | Ghi chú         | Ng.   |
| ---- | -------------------------- | ---- | --------------------------- | --------------- | ----- |
| 2021 | Tài xế ẩn danh             | SBS  | Park Seung-tae              | Cameo (tập 3–4) | [ 4 ] |
| 2021 | Đội cầu lông thiếu niên    | SBS  | Na Woo-chan                 | Vai chính       | [ 5 ] |
| 2021 | Bí ẩn núi Jiri             | tvN  | Lim Cheol-kyeong thiếu niên | Cameo (tập 6)   | [ 6 ] |
| 2022 | Tuổi hai lăm, tuổi hai mốt | tvN  | Moon Ji-woong               | Vai chính       | [ 7 ] |
| 2023 | Dưa hấu lấp lánh           | tvN  | Ha Yi-chan                  | Vai chính       | [ 8 ] |
| 2025 | My Dearest Nemesis         | tvN  | Ban Joo-yeon                | Vai chính       | [ 9 ] |

### Phim chiếu mạng
| Năm     | Nhan đề                 | Nền tảng     | Vai diễn     | Ghi chú              | Ng.    |
| ------- | ----------------------- | ------------ | ------------ | -------------------- | ------ |
| 2019–20 | Real: Time: Love        | WHYNOT       | Moon Ye-chan | Vai chính (phần 1–4) | [ 10 ] |
| 2020    | Pop Out Boy!            | PLAYLIST     | Noh Ye-joon  | Vai chính            | [ 11 ] |
| 2022    | Weak Hero Class 1       | wavve        | Ahn Su-ho    | Vai chính            | [ 12 ] |
| 2023    | Truy bắt lính đào ngũ 2 | Netflix      | Shin Ah-hui  | Cameo (tập 4)        | [ 13 ] |
| 2023    | High Cookie             | U+ Mobile TV | Seo Ho-su    | Vai chính            | [ 14 ] |

### Video âm nhạc xuất hiện
| Năm  | Tiêu đề bài hát | Nghệ sĩ                      | Ref.   |
| ---- | --------------- | ---------------------------- | ------ |
| 2022 | "Ditto"         | NewJeans                     | [ 15 ] |
| 2023 | "Alley"         | Lee Hi (feat. Sung Si-kyung) | [ 16 ] |
| 2024 | "My Beloved"    | Lee Hi                       |        |

## Giải thưởng và đề cử
| Năm  | Lễ trao giải                                                           | Hạng mục                                      | (Những) Người / Tác phẩm được đề cử       | Kết quả   | Ng.    |
| ---- | ---------------------------------------------------------------------- | --------------------------------------------- | ----------------------------------------- | --------- | ------ |
| 2021 | Giải thưởng phim truyền hình SBS (2021 SBS Drama Awards)               | Nam diễn viên mới xuất sắc nhất               | Tài xế ẩn danh và Đội cầu lông thiếu niên | Đoạt giải | [ 17 ] |
| 2022 | Brand Customer Loyalty Award 2022                                      | Nam diễn viên mới xuất sắc nhất               | Choi Hyun-wook                            | Đoạt giải | [ 18 ] |
| 2022 | Giải thưởng nghệ thuật Baeksang lần thứ 58 (58th Baeksang Arts Awards) | Nam diễn viên mới xuất sắc nhất – Truyền hình | Tuổi hai lăm, tuổi hai mốt                | Đề cử     | [ 19 ] |